# Dave202
Dave202 (* 26. Juni 1973 in Wädenswil; bürgerlich Davide Tropeano) ist ein Schweizer Trance-DJ mit italienischen Wurzeln.

## Biographie
Dave202 veröffentlichte 1998 seine erste Kompilation Latenight Compilation Vol. 1 des Clubs Oxa, in welchem er schon seit einigen Jahren als Resident-DJ tätig war. Im Jahr 2000 stellte er mit Believe In Love die Hymne der Street Parade. Im selben Jahr mixte er mit Madwave die Magic Kingdom Vol. 2 und gab die CD-Serie Oxa Trance Night, sowie die Kompilations der Mainstation heraus.
Dave202 hatte einige internationale Erfolge mit seinen Songs: Generate the Wave und Torrent wurden in Armin van Buurens Radiosendung A State of Trance gespielt. Unter anderem dadurch erhielt er einen Plattenvertrag bei Captivating, einem Sublabel von Armada Music.
Als Resident-DJ legte Dave202 häufig im Oxa auf, wo er regelmässig Solo-Nights veranstaltete und auch im Management tätig war. International konnte er an mehreren Grossveranstaltungen auflegen, beispielsweise an der Defqon.1, der Q-Base und der Trance Energy.

## Diskografie

### Mix-CDs (Auszug)
- 2000: Magic Kingdom Vol. 2 (mit Madwave)
- 2000: Trancedance
- 2001: Timemachine
- 2002: Go Crazy (mit DJ Noise)
- 2002: Legends
- 2003: Destinations
- 2004: Global Trance
- 2004: Mad (mit DJ Noise)
- 2006: Solo
- 2007: Solo Vol. 1
- 2008: Fire Edition
- 2009: Solo – Jungle Edition

### CD-Serien
- Mainstation 2003–2010
- Oxa Trance Night (Vol. 3,  5, 7, 9, 10, 11, 13, 14, 15)

### Singles (Auszug)
- 2000: Believe In Love (Street Parade 2000 Hymne)
- 2000: Silver Ocean
- 2001: At the End (mit Phil Green)
- 2002: Timemachine
- 2002: Living On the Edge
- 2003: Moments of Silence (Mainstation Hymne)
- 2005: Global Trance
- 2006: Generate the Wave
- 2007: Torrent
- 2008: Louvre / Lost & Found
- 2008: Pictures In My Mind / Fireball
- 2009: Departure
- 2010: Exposé
- 2010: Arrival
- 2011: Coming Home
- 2011: Senses
- 2011: We Are One
- 2011: Alive
- 2012: Force
- 2012: Purple Drops
- 2012: Kolosseum

### Remixes
- 2006: Randy Katana – Play It Louder
- 2008: Pulsedriver vs. Stormchaser – Back to Love
- 2015: Scooter - Jigga Jigga!